# IC 4967
IC 4967 — галактика типу E (еліптична галактика) у сузір'ї Павич.
Цей об'єкт міститься в оригінальній редакції індексного каталогу.